# Johann Wigand
Johann Wigand, latinizado Joannes Wigandus, (* alrededor de 1523 en Mansfeld; f. 21 de octubre de 1587 en Liebemühl) fue un teólogo protestante.

## Biografía
Después de la escuela primaria en Mansfeld, llegó en 1538 a la Universidad de Wittenberg, donde escuchó a Lutero y Melanchton. El uno de septiembre de 1545 obtuvo su diplomatura y fue nombrado en 1546 párroco, de su ciudad natal y en 1553 Superintendente (obispo) en Magdeburgo. Aquí comenzó él su relación con Matias Flacio (1520-1575), colaborando en la edición de la historia de la Iglesia desde el punto de vista protestante, conocida como Centurias de Magdeburgo. 
Después de un pequeño tiempo, como profesor de Teología en Jena, marchó a Rostok, donde consiguió el doctorado en Teología en julio de 1563 en la Universidad de Rostock., volviendo a la universidad de Jena. Pero en 1573, fue destituido y expulsado de dicha universidad, dentro de las disputas religiosas.
Después de una corta estancia en Braunschweig y Wolfenbüttel,  consiguió una cátedra en la Universidad de Königsberg, donde la lucha contra los "Philippistas" continuaba. El obispo de Sambia Tilemann Hesshus, consagró a Wigand en 1575 en Königsberg, como obispo de Pomesanien. Pero en 1577 Hesshus fue depuesto como falso profeta y Wigan aceptó el puesto de profesor de Teología en Helmstedt. Más tarde fue nombrado obispo de Sambia, conservando ambos cargos hasta su muerte, en 1587. 
Wigand fue uno de los grandes representantes de la gnesioluteranos. Participó en las principales disputas teológicas en la Iglesia evangélica,  contra los Philippisten y su líder, Kaspar Peucer, el yerno de Melanchthons, sobre la Eucaristía que se asemeja a la posición de Juan Calvino.